# 高田裕司 (声優)
高田 裕司（たかだ ゆうじ、1960年1月10日 - ）は、日本の俳優、声優、ナレーター。神奈川県出身。大沢事務所所属。本名・旧芸名は高田 祐司（読みは同じ）。

## 人物
ナレーターとしてCM、ナレーション、俳優としては舞台を中心に活動している。
特技は乗馬、殺陣、趣味は野球、ゴルフ、サーフィン。

## 出演
太字はメインキャラクター。

### テレビドラマ
- 翔ぶが如く（1990年、NHK） - 壮士 役
- 相棒 season1 最終話（2002年、テレビ朝日） - 柳田幹夫 役
- キューティーハニー THE LIVE 第7話（2007年、テレビ東京）
- JIN-仁- 第1話（2009年、TBS） - 水戸藩家臣 役

### 舞台
- 演劇企画集団THE・ガジラ
  - 特攻隊必勝法（1988年）
  - ワンス・アポン・ア・タイム・イン・京都／新撰組の巻（1988年）
  - 曾根崎心中（1988年）
  - ワンス・アポン・ア・タイム・イン・京都／坂本龍馬暗殺の巻（1989年）
  - Never Say BANZAI 鹿屋の四人（1989年）
  - ぼくの学校は戦場だった……（1989年）
  - お夏狂乱（1990年）
  - ワンス・アポン・ア・タイム・イン・京都（1990年）
  - tatsuya 最愛なる者の側へ（1991年）
  - 1980年のブルースハープ（1991年）
  - ワンス・アポン・ア・タイム・イン・京都／錦小路の素浪人（1992年）
  - POPCORN NAVY 鹿屋の四人（1992年）
  - アプレゲール（1992年）
  - ワンス・アポン・ア・タイム・イン・京都／かげろう人（1993年）
  - 女殺油地獄（1993年）
  - 闇の枕絵師（1995年）
- サモ・アリナンズ
  - 少年ガッツ団餘話 ガッツー（1997年） - ナレーション
  - 蹂躙（1997年）
- 劇団ビタミン大使ABC
  - ブラザー・リコのJipangu大逆転（1999年） - 香川康之進 役
  - 求愛日和（2000年）
  - 黒くなる（2002年）
  - Ph-II顆粒（2003年）
  - インスンデル（2009年） - 鯖越民之助 役
  - Cube;0（2007年）
  - いるだけ。（2011年） - 主演・大里昆一郎 役
- TOKYO演劇フェア'95 「若人よ蘇れ」（1995年）
- ラフカット「キスジオニセアカツノムシの幼虫」（1996年）
- 球団Z's「悶々」（1998年） - 斎藤 役
- 筒井ワールドFINAL「人間狩り」（2000年8月2日 - 8月6日） - 船橋 役
- クレネリ ZERO FACTORY「逆さまの輪」
- 726「白痴」（2010年10月） - 気違い 役
- ゲキ塾。プロデュース公演 「煙が目にしみる」（2011年9月） - 野々村浩介 役
- リーディング公演 「サルマ」（2012年2月5日、クロアチアレストランDobro）
- ゲキ塾。プロデュース公演「忠臣ぐらっちぇ!」（2012年8月）  - 大工の棟梁 役
- NYエロヒマドル Reading in progress 「Looking for a Victim」（2013年4月）
- 猫の会その7「火宅の後」（2014年10月） - 篠井五郎 役
- 伊沢弘プロデュース「少年口伝隊一九四五」（2016年8月）
- なゆた屋「BOOK A HOLIC II」（2016年11月） - 親方 役
- マダマダム「コマチ。」（2018年4月） - 深草吉雄 役
- なゆた屋「絶望的観測」（2018年10月） - カズさん 役

### テレビアニメ
1998年
- ガサラキ（豪和一清、渡辺綱）

1999年
- シティーハンター 緊急生中継!? 凶悪犯冴羽獠の最期（ジャック・ダグラス）
- デビルマンレディー（比嘉昇）
- 名探偵コナン（1999年 - 2024年、森園菊人、フランケン、天堂享、内藤司の父、大和敢助）

2000年
- アルジェントソーマ（フランク、ユーリ・レオノフ、防衛官僚B、ヘンリー・ハリス）
- 機巧奇傳ヒヲウ戦記（アカ）
- BRIGADOON まりんとメラン（鴇田正、パイオン・シルヴァー）

2001年
- スクライド（マーティン・ジグマール）
- PROJECT ARMS（ヒューイ）
- HELLSING（クリス・ビックマン）

2002年
- フルメタル・パニック!（アンディ）

2003年
- 高橋留美子劇場 人魚の森（男〈七生〉）
- ぽぽたん（キース）

2004年
- 北へ。〜Diamond Dust Drops〜（倉田譲治）

2005年
- SPEED GRAPHER（雑賀辰巳）

2006年
- コードギアス 反逆のルルーシュ（藤堂鏡志朗）

2011年
- 境界線上のホライゾン（本多・正信）

2014年
- グラスリップ（沖倉利尋）

2016年
- パズドラクロス（スタージョン）
- ViVid Strike!（ダン・ベルリネッタ）

2020年
- ソードアート・オンライン アリシゼーション War of Underworld（ヴァサゴの父）

### 劇場アニメ
- 名探偵コナン 漆黒の追跡者（2009年、大和敢助[12]）
- スクライド オルタレイション TAO / QUAN（2011年 - 2012年、マーティン・ジグマール） - 2作品
- コードギアス 反逆のルルーシュ I - III（2017年 - 2018年、藤堂鏡志朗） - 3部作
- コードギアス 復活のルルーシュ（2019年、藤堂鏡志朗）
- 名探偵コナン 隻眼の残像（2025年、大和敢助）

### OVA
- アルジェントソーマPhase:EX 特別編（2001年、ヘンリー・ハリス）

### ゲーム
- ペルソナ2 罰（2000年 - 2012年、周防克哉）
- リゼルクロス（2007年、ゼス）
- コードギアス 反逆のルルーシュ LOST COLORS（2008年、藤堂鏡志朗）
- テイルズ オブ ヴェスペリア（2008年、クリント）
- 第2次スーパーロボット大戦Z 破界篇 / 再世篇（2011年 - 2012年、藤堂鏡志朗）
- ヒーローズファンタジア（2012年、マーティン・ジグマール）
- 境界線上のホライゾン PORTABLE（2013年、本多・正信[13]）
- コードギアス Genesic Re;CODE（2021年、藤堂鏡志朗[14]）
- コードギアス 反逆のルルーシュ ロストストーリーズ（2022年 - 2024年、藤堂鏡志朗）
- モンスターストライク（2025年、藤堂鏡志朗[15]、大和敢助[16]）

### ドラマCD
- アルジェントソーマ CDドラマ（フランク・ユリ）
- スクライド サウンドエディション（マーティン・ジグマール）
- スクライド設定資料集特典ドラマCD（マーティン・ジグマール[17]）
- SPEED GRAPHER ドラマCD 〜大冗談・スピードグラファー〜（雑賀辰巳）

### 吹き替え

#### ドラマ
- 新スタートレック
- BULL / ブル 法廷を操る男 3 第17話（ノーマン・シュワイガー）

### ナレーション
- たけしの万物創世紀（1995年 - 2001年、ABC） ※顔出し出演もあり
- 放送禁止（2003年、フジテレビ）
- 特命リサーチ200X-II（2002年 - 2004年、日本テレビ）
- 列島縦断 鉄道12000キロの旅 〜最長片道切符でゆく42日〜（2004年、NHK BShi）
- ザ・ノンフィクション #183 「本仮屋ユイカ オーロラに恋して」（2009年3月29日、フジテレビ）
- クイズの扉（2009年、TBS）
- はくがぁる（2016年 - 2017年、テレビ朝日)
- 私的スクープ大賞みんなニュースキャスター(2016年、テレビ朝日)
- 君の名は。 テレビ朝日放送版（2018年・2019年、テレビ朝日）
- 関ヶ原 テレビ朝日放送版（2019年、テレビ朝日）
- Challenge Spirits スポーツの未来を考える（2020年-、BSテレ東）
- 麻雀オールスター Japanext CUP（2024年-、BSJapanext）

### CMナレーション
- 映画スポット
  - デスノート the Last name（2006年）
  - ベンジャミン・バトン 数奇な人生（2008年）
  - ワルキューレ（2008年）
  - おくりびと（2008年）
  - 真夏のオリオン（2009年）
  - TAJOMARU（2009年）
  - マイケル・ジャクソン THIS IS IT（2009年）
  - サロゲート（2010年）
  - 彼岸島（2010年）
  - フリンジ（2010年）
  - BLEACH
  - ハンガー・ゲーム（2012年）
  - ダブルフェイス 潜入捜査編・偽装警察編（2012年）
  - 劇場版 HUNTER×HUNTER 緋色の幻影（2012年）
  - ゲキ×シネ 髑髏城の七人（2013年）
  - グランド・マスター（2013年）
  - リディック（2014年）
  - ローン・サバイバー（2014年）
  - エクスペンダブルズ3（2014年）
  - インターステラー（2014年）
  - アメリカン・スナイパー（2014年）
  - ジョン・ウィック（2015年）
  - ハドソン川の奇跡（2016年）
  - アイアムアヒーロー（2016年）
  - 関ヶ原（2017年）
  - 三度目の殺人（2017年）
  - ジョン・ウィック：チャプター2（2017年）
  - 劇場版マジンガーZ／INFINITY （2017年）
  - ホースソルジャー（2017年）
  - ロスト・イン・スペース（2018年）
  - アリー/スター誕生（2018年）
  - ファースト・マン（2018年）
  - 映画 刀剣乱舞（2018年）
  - ハンターキラー潜航せよ（2019年）
  - 劇場版シティーハンター 新宿プライベート・アイズ（2019年）
  - ジョン・ウィック：パラベラム（2019年）
  - テッド・バンディ（2019年）
  - 決算!忠臣蔵（2019年）
  - Diner（2019年）
  - リチャード・ジュエル（2019年）
  - Fukushima50（2020年）
  - 望み（2020年）
  - ドクター・デスの遺産（2020年）
  - パヴァロッティ太陽のテノール（2020年）
  - ファーザー（2021年）
  - コンティニュー（2021年）
  - 明日に向かって笑え！（2021年）
  - 祈り 幻に長崎を想う刻（2021年）
  - 元カレとツイラクだけは絶対に避けたい件（2021年）
  - 殺人鬼から逃げる夜（2021年）
  - アンテベラム（2021年）
  - 科捜研の女 劇場版（2021年）
  - 軍艦少年（2021年）
  - モスル あるSWAT部隊の戦い（2021年）
  - クレッシェンド 音楽の架け橋（2022年）
  - オペレーション・ミンスミート（2022年）
  - TITANE/チタン(2022年)
  - 漆黒天「終の語り」（2022年）
  - この子は邪悪（2022年）
  - マリー・クワント スウィンギング・ロンドンの伝説（2022年）
  - ワース 命の値段（2023年）
  - シャイロックの子供たち（2023年）
  - 映画 刀剣乱舞 黎明（2023年）
  - 探偵マリコの生涯で一番悲惨な日（2023年）
  - しん次元！クレヨンしんちゃんTHE MOVIE 超能力大決戦とべとべ手巻き寿司（2023年）
  - ノートルダム　炎の大聖堂（2023年）
  - ジョン・ウィック：コンセクエンス（2023年）
  - ハント（2023年）
  - ゲキ×シネ「薔薇とサムライ2 - 海賊女王の帰還」（2023年）
  - スイート・マイホーム（2023年）
  - 劇場版シティーハンター 天使の涙（2023年）
  - キングダム 運命の炎（2023年）
  - 極限境界線 救出までの18日間（2023年）
  - OUT（2023年）
  - インファナル・アフェア4K（2023年）
- ドラマスポット
  - 君と世界が終わる日にシーズン2（2021年）
  - 君と世界が終わる日にシーズン3（2022年）
- ゲームPV
  - スクウェア・エニックス『トライアングルストラテジー』[18]（2021年）
  - ソニー・インタラクティブエンタテインメント『ゴッド・オブ・ウォー ラグナロク』[19]（2022年）
- 中央出版
- キユーピー テイスティドレッシング クリーミィブイヨン - 「ブイヨンとは」編
- ハウス食品こくまろカレー
- TOYOTA アルファード
- 月桂冠
- 横浜ベイコート倶楽部
- ユーキャン（日本大地図）
- コーセー ジュレームAMINO SUPREME カシミアモイスト
- IHI
- ミスタードーナツ（ピエールマルコリーニ）
- Canon your EOS「真の完成」篇
- 三菱自動車「自然と併走して、未来へ。」篇
- マクドナルド
  - ビーフシチューパイ「パイは愛だ」篇
  - ハワイやんバーガー
- SUNTORY パーフェクトサントリービール

### その他コンテンツ
- 名盤コレクション ロマンチック街道 〜歴史と音楽の旅〜（CD-ROM）
- バツイチもいい男の条件ですか? オーディオシネマ（2015年、宮内裕也[20]）
- 佐賀県立宇宙科学館 プラネタリウム番組「月、その先の宇宙へー夢と挑戦のフロンティアー」（2019年）